# David Van de Woestijne
David van de Woestijne (Llandinam, Wales, 18 februari 1915 – Brussel, 19 mei 1979) was een Vlaams hedendaags componist.
Van de Woestijne was een zoon van de kunstschilder Gustave van de Woestijne en de neef van de dichter Karel van de Woestijne. Hij werd als jongste in een gezin van vijf in Wales geboren, waar zijn familie tijdens het eerste jaar van de Eerste Wereldoorlog tijdelijk toevlucht zocht.

## Opleiding
Van de Woestijne studeerde tussen 1925 en 1932 aan het Koninklijk Conservatorium in Brussel en het Lemmensinstituut. Daarna studeerde hij tot 1937 aan het conservatorium in Mechelen. Tot zijn leraren behoorden Godfried Devreese, Paul Gilson, Désiré Defauw en Oscar Esplà. Vanaf 1938 werkte hij bij het Nationaal Instituut voor de Radio-omroep (NIR) als modulator. Tegelijkertijd trad hij op als concertpianist, maar hiermee moest hij stoppen in 1957 vanwege een vingerletsel. Ook zou hij zich tot zijn dood in 1979 bezighouden met componeren.

## Werken
(onvolledige lijst)
- Les sonnets de la belle cordière (1954), cantate voor sopraan en orkest, op tekst van Louise Labé
- Les astronautes (1963), radiocantate voor solisten, gemengd koor, spreekkoor en orkest
- Symphonie en un mouvement (1965), werk voor symfonisch orkest
- De passie van ons Heer (1968), werk voor symfonisch orkest, op tekst van Michel de Ghelderode
- Graal 68 (1968), werk voor symfonisch orkest

## Erkenning
- Prijs voor Filmmuziek in Antwerpen, 1954.
- Prijs Picard van de Vrije Academie van België